# The Elder Scrolls: Arena
| The Elder Scrolls: Arena |                                  |
| ------------------------ | -------------------------------- |
| Proizvođač               | Bethesda Softworks               |
| Serijal                  | Elder Scrolls                    |
| Platforme                | DOS                              |
| Datum izlaska            | 1994.                            |
| Žanr                     | Akcijski RPG                     |
| Distribucija             | Floppy diskovi, CD-ROM, skidanje |

The Elder Scrolls: Arena je fantasy "open world" akcijski RPG razvijen od strane Bethesda Softworks i pušten u prodaju 1994. za PC i DOS. To je bila prva igra Elder Scrolls franšize. U 2004. godini, mogla se besplatno skinuti povodom 10. obljetnice The Elder Scrolls serijala.
Kao i svoji nastavci, Arena se odvija na izmišljenom kontinentu Tamriel.

## Radnja
Car Uriel Septim VII zarobljen je u drugoj dimenziji, a oponaša ga vrhovni čarobnjak Jagar Tharn. Tijekom uzurpiranja trona, nije mogao korumpirati svoju pomoćnicu, Riu Silmane, pa je ubije.
Ria se svojim moćima održava u limbu, te igraču savjetuje kako izaći iz tamnice u kojoj se nalazi. Poslije se pojavljuje u snovima igrača dok spava, te mu govori da treba naći dijelove "štapa kaosa". Ria mu samo može reći gdje se nalaze ti predmeti, tako da ih igrač mora sam pokupiti. Radnja doživljava svoj vrhunac kada igrač sastavi sve dijelove štapa, boreći se protiv Jagar Tharna, i spašavanjem cara iz drugog svijeta.

## Ocjene i prijam
Usprkos općim bugovima, žestokim kritikama, i zahtjevima koje je igra imala nad računalom i DOS-om, igra je postala kultni hit. Ocjene igre  razlikovale su se od "skromno" do "divlje", ali ne govore o uspjehu igre. Povjesničar za igre Matt Barton je zaključio da je, u svakom slučaju, "igra postavila novi standard za ovaj tip RPG-a, i pokazala koliko je prostora ostalo za razvitak."